# Maher Abd al-Rashid
Maher Abd al-Rashid (en árabe:ماهر عبد الرشيد tr: Maher Abd al-Rashid, n. el 24 de julio de 1942 en Tikrit, Irak - m. el 29 de junio de 2014, en Sulaymaniyah, Irak) fue un general del Ejército de Irak. Rashid se destacó durante la Guerra Irán-Irak (1980-1988) y fue considerado uno de los mejores generales de Saddam Hussein, sirviendo como jefe del Estado Mayor después de estar a punto de ser retirado en 1983. Al-Rashid también jugó un rol importante en ayudar a Irak a recobrar la iniciativa durante la contienda. Raad al-Hamdani se refirió a él como "uno de los generales silenciosos en el ejército".

## La Guerra Irán-Irak
Durante el conflicto casi estalla un motín liderado por al-Rashid, suegro del segundo hijo de Hussein, Qusay Hussein. Al-Rashid inició una crítica pública y afirmó que la pérdida de vidas podría haberse evitado si no fuera por la intromisión de Hussein en los asuntos militares. Saddam le ordenó volver a la capital Bagdad debido a sus críticas públicas y su fracaso en la Operación Amanecer 8 para expulsar a los iraníes de la península de Al-Faw. Enterado de una orden para volver a Bagdad que fue probablemente una sentencia de muerte para al-Rashid, sus oficiales advirtieron a Saddam que podría ocurrir una insurgencia. Esta confrontación con los militares iba hacia la independencia de los planes militares de la interferencia del liderazgo del partido Baaz. Luego en poco tiempo la Fuerza Aérea de Irak hasta entonces tenía superioridad. Esos cambios en la organización le permitió a Hussein enfocar mucha de su energía sobre el Kurdistán iraquí, que estaba en rebelión.

## Rebeliones de 1991
Tras la Guerra del Golfo de 1991 Irak experimentó una ola de rebeliones y Saddam llamó a al-Rashid para que lo ayudara a reprimir las insurrecciones contra el gobierno baazista.

## La Guerra de Irak
Al-Rashid, junto con su primo Marwan Taher Abdul Rashid, fueron arrestados en Tikrit el 8 de marzo de 2005. Se creía que al-Rashid recibía grandes sumas de dinero de su ex yerno Qusay Hussein que usaba para fomentar la insurgencia iraquí.

## Vida personal
Al-Rashid fue un musulmán sunita de Tikrit y también fue un amigo cercano de Saddam Hussein. En 1985 su hija Sahar se casó con el hijo de Hussein, Qusay Hussein. Al-Rashid prometió liberar la península al-Faw en la Guerra Irán-Irak y Saddam ofreció a su hijo casarse con la hija de al-Rashid como compromiso. Ellos tuvieron 3 hijos pero se divorciaron.

## Muerte
Rashid murió el 29 de junio de 2014 en un hospital en la ciudad de Sulaymaniyah del Kurdistán iraquí, dos meses después de haber sufrido un derrame cerebral. Rashid también había estado sufriendo de una larga enfermedad. Le sobreviven su familia, incluyendo a sus dos nietos, Yahya Qusay Saddam al-Tikriti y Yaqub Qusay Saddam al-Tikriti; que también eran los hijos sobrevivientes de Qusay Hussein.